# Basá
Basá o Baasa (en hebreo: בעשא‎, romanizado: Baʿasha, lit. 'ser malo' o 'apestoso') fue el tercer rey de Israel. Su historia está recogida en el Primer Libro de los Reyes
Gobernó en Israel entre los años 909 a 886 a. C., un periodo de casi 24 años en la transición entre la Edad de Hierro I y II. Era hijo de Ahías, de la tribu de Isacar. Conspiró y mató a Nadab, hijo de Jeroboam I

## Reinado
Tras usurpar el trono de Israel matando a su antecesor, Nadab, y a toda la familia de Jeroboam, durante el sitio de Gibeón. Trasladó la capital del reino desde Siquem a Tirsá. Al principio de su reinado, hizo alianza con el Ben-hadad I, rey de Siria, y gracias a su ayuda, Baasa pudo pelear contra Judá la tercera guerra Judía-Israelita, lo que le movió a fortificar su frontera sur en Ramá, una ciudad comercial. No obstante, su posición dominante se vio afectada cuando Asa, rey de Judá, compró alianza al rey Ben-Hadad I, e hizo alianza con Judá, y rompió la alianza que había hecho con Baasa. Entonces Ben-hadad I invadió a Baasa, y Baasa por temor a la invasión siria, abandonó la fortificación de Ramá y se retiró a Tirsá, dejando la ciudad a merced del reino de Judá que aprovechó los pertrechos abandonados para fortificar su frontera en Gueba. 
Aunque Baasa permanecido en el poder de por vida, no fue sin oponentes; siguió cometiendo las mismas faltas que sus antecesores, edificando y manteniendo lugares de culto a otros dioses, por lo que el profeta Jehú impreca contra él la misma profecía que Ahías contra Jeroboam I, profetizando el exterminio de su dinastía.
Murió y fue enterrado en Tirsá, sucediéndole en el trono su hijo Ela.
| Predecesor: Nadab | Rey de Israel 909-886 a. C. | Sucesor: Ela |